# Atolla gigantea
Atolla gigantea är en manetart som beskrevs av Maas 1897. Atolla gigantea ingår i släktet Atolla och familjen Atollidae. Inga underarter finns listade i Catalogue of Life.